# 淮中大楼
淮中大楼又名淮中公寓、新乐公寓，是一幢位于上海市徐汇区淮海中路1154-1170号的八层历史公寓，原名亨利公寓或亨雷公寓（英語：Hanray Mansions）。公寓处于淮海中路北侧，东湖路西、华亭路东，毗邻原为盖司康公寓的淮海公寓。

## 历史
20世纪30年代，亨利地产公司投资兴建该公寓。公寓由新瑞和洋行（英語：Davies，Brooke & Gran，又名建兴洋行）设计，于1939年7月竣工，并以公司的名字命名为亨利公寓。在建成之初，该公寓号称是上海最奢华的公寓，其内的居民主要为外商。1954年该公寓由房管部门接管，并更名为淮中大楼。尔后中波轮船公司在此办公。目前公寓底层为商铺，其他楼层仍由中波轮船公司租用。1994年，公寓被列为第二批上海市优秀历史建筑。2003年，公寓列入徐汇区登记不可移动文物名单。

## 建筑
公寓占地面积0.2公顷，建筑面积5373平方米，是一幢八层钢筋混凝土结构的建筑。建筑处在所属地块的南侧，沿道路红线建造，平面被设计为一字形。建筑北侧设有绿化及汽车间、附属用房等配套设施。建筑为现代风格，立面材质为黄色面砖。其南立面中轴对称，中部凹进并设有垂直装饰带，以强调竖向构图；两侧又通过方形窗的水平布置强调了横向构图，两者形成对比。建筑主入口处和顶部具有装饰艺术风格的装饰。建筑顶部采取退台设计，七层设有弧形露台。八层屋顶设置休闲平台，拥有花园和喷泉。
公寓底层设有商店，主入口位于南立面中央，两侧设有方窗。其上二至六层为标准层，每层设两个五室户，七至八层共设两组跃层户，每户七室，均配备佣人房。公寓室内较为宽敞，装饰线条简洁，灯具、壁炉做工精细，设施齐全。公寓内有两部电梯，一部为客梯，另一部为货梯。